# Charles Sclafer
Charles Jean Jacques Sclafer, né le 23 octobre 1890  à Lachapelle-Auzac, dans le Lot, et mort le 26 août 1976, à Lanzac (Lot), est un aviateur militaire français. Parvenu au grade de général de brigade aérienne, il est un des premiers commandants de l'École de l'Air.

## Distinctions
- Commandeur de la Légion d'honneur (1939)[1]
- Croix de guerre 1914-1918 avec 6 citations[1]
- Médaille interalliée de la Victoire[1]
- Médaille commémorative de la Grande Guerre[1]